# Col du Frêne
Le col du Frêne est un col routier alpin situé dans le massif des Bauges, sur la commune de Saint-Pierre-d'Albigny, en Savoie, à 950 m d'altitude. Il est une des voies d'accès à l'intérieur du massif des Bauges depuis la combe de Savoie ; il est dominé au nord-est par la dent d'Arclusaz.
Sur le plan géologique, c'est notamment un des points de diffluence du glacier de l'Isère, lors de la glaciation de Riss, entre 370 000 et 130 000 ans avant notre ère.
Historiquement, il devient au Moyen Âge une voie de passage entre Turin et Annecy, particulièrement active à partir du XVIIe siècle dans le cadre de la création d'une activité de clouterie en Bauges, nécessitant du minerai de fer importé de Maurienne. Durant la seconde moitié du XXe siècle, il héberge une éphémère station de ski, rapidement fermée du fait de l'enneigement décroissant et totalement démontée en 2005.

## Géographie et géologie
Le col du Frêne est situé à l'extrémité méridionale d'une vallée creusée par l'érosion dans le synclinal dit « du Trélod » ; ce dernier est composé de roches datées du Néocomien, plus précisément des marno-calcaires du Berriasien-Valanginien. Les roches qui les entourent, issues de l'anticlinal dit « du col du Frêne », sont quant à elles datées du Tithonien.
Lors de la glaciation de Riss, entre 370 000 et 130 000 ans avant notre ère, le glacier de l'Isère s'étend sur tout le Grésivaudan. Une de ses diffluences passe par le col du Frêne, pourtant situé près de sept cent mètres au-dessus du cours actuel de l'Isère, et se dirige au nord dans les Bauges, où elle crée notamment des drumlins,.
À la fin du XXe siècle, certains auteurs, notamment Gérard Nicoud et B. Doudoux, remettent en cause la diffluence du glacier de l'Isère au-dessus du col du Frêne, affirmant que l'altitude maximale atteinte par le glacier n'a pu dépasser 1 100 mètres. Au contraire, les études récentes des dépôts allochtones permettent d'établir que l'épaisseur du flux glaciaire traversant le col était d'au moins cinq cents mètres, ce qui représentait environ un quart du flux glaciaire passant à Albertville.

## Histoire
Au XVe siècle, une chapelle dédiée à Notre-Dame-de-Pitié est mentionnée au col. La route est relativement fréquentée, car la voie de Turin à Annecy y passe, évitant le détour par Chambéry.
Au milieu du XVIIe siècle est installée dans le massif des Bauges une industrie de clouterie, utilisant la force motrice des torrents. Le minerai de fer, provenant de Maurienne et préalablement grillé pour en diminuer le poids, provenait de basse Maurienne, et passait le col du Frêne à dos d'âne, par charges de 272 livres, pour rejoindre le cœur du massif. La route carrossable est établie en 1841 ou 1843 suivant les sources.
Durant la Seconde Guerre mondiale, le massif des Bauges abrite un maquis. Le 7 juin 1944, le capitaine dit « Blanchard » assigne à l'une de ses trois compagnies de tenir, entre autres, le col du Frêne, afin de retarder les troupes allemandes. Toutefois il estime qu'à long terme le massif n'est pas facilement défendable.
À la fin des années 1950, le gérant de l'hôtel-restaurant du Col, Georges Morat, installe un premier fil-neige d'une centaine de mètres de longueur et tournant sur un moteur à essence à proximité de son établissement. Il est rapidement remplacé par une téléski construit par Gimar Montaz Mautino. Au début de la décennie suivante est installé un nouvel équipement beaucoup plus raide permettant de remonter dans la forêt qui surplombe le col. Tous les équipements sont électrifiés en 1962 ; à cette occasion, les pistes sont déboisées et terrassées, et un nouveau téléski de 850 mètres est rapporté depuis Bogève. L'ensemble est inauguré en 1963, mais l'enneigement est si faible qu'il ne peut être utilisé. L'année suivante, en revanche, il connaît un important succès avec une clientèle principalement lyonnaise et de très nombreux enfants. Le projet de Georges Morat est de relier son domaine à celui des Aillons-Margériaz.
La concurrence des grandes stations et la faiblesse de l'enneigement, ainsi qu'un certain manque de cohérence spatiale entre les équipements du col, mettent fin à cette tentative et l'exploitation cesse définitivement en 1973. En décembre 2005, l'intégralité de ces équipements, jusque-là restés en l'état, est démantelée. Une partie des équipements est conservée comme lieu de mémoire au musée du parc naturel régional du Massif des Bauges, au Châtelard,,.

## Activités

### Cyclisme

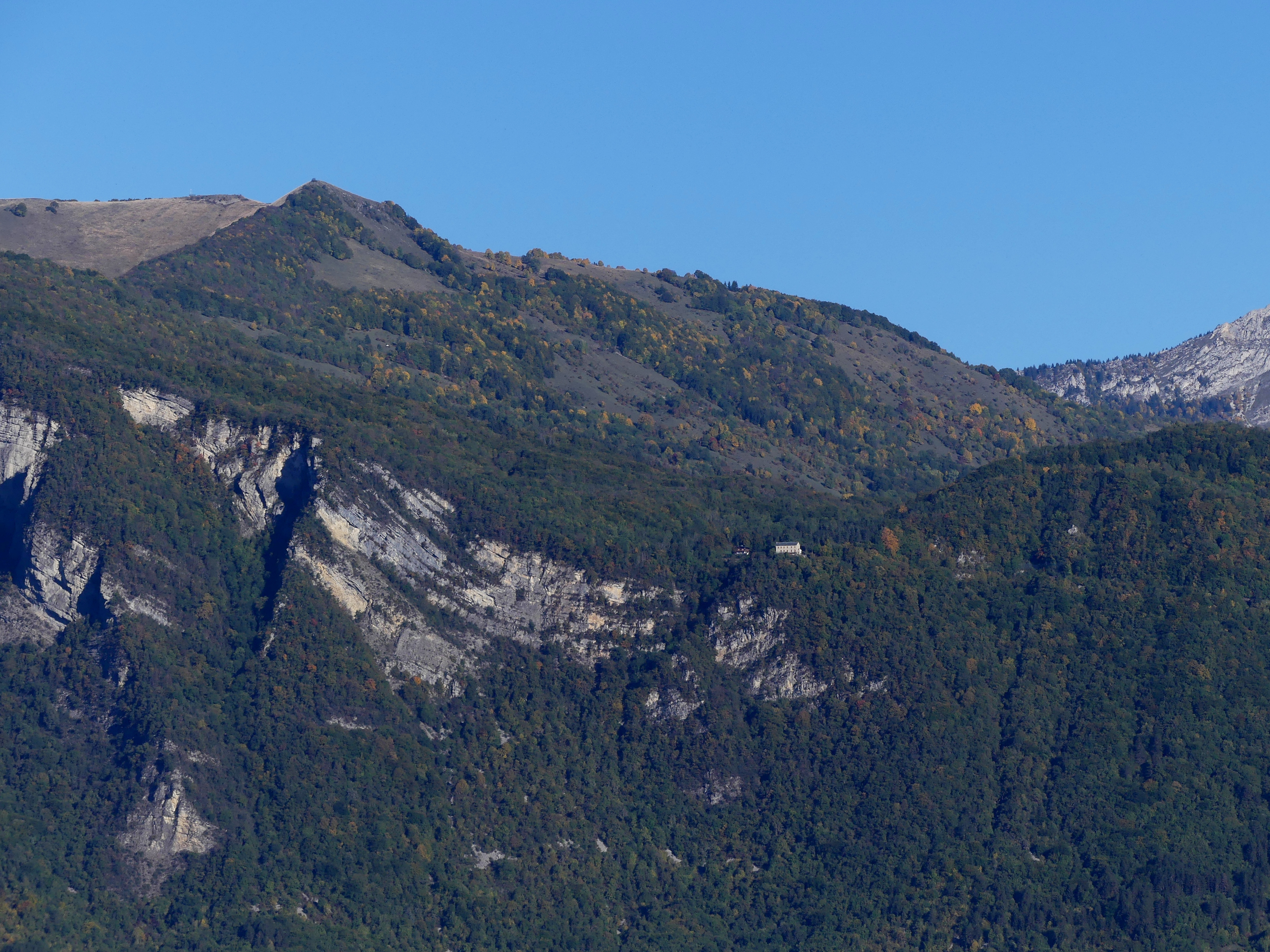
Le col du Frêne sur son flanc sud-est, depuis la combe de Savoie.

Le versant nord du col du Frêne est très accessible, car le col domine de peu la partie centrale du massif des Bauges, et la route monte de manière très progressive depuis École : l'ascension de huit kilomètres n'offre qu'une pente moyenne de 2,7 %, et les passages les plus raides n'atteignent que 8,6 %. L'ascension est parfois comptabilisée depuis Lescheraines, ce qui la rend beaucoup plus longue mais toujours relativement facile.
En revanche, depuis le versant méridional dominant Saint-Pierre-d'Albigny, la route part de la combe de Savoie située à 400 mètres d'altitude, et grimpe par de nombreux lacets jusqu'au col. L'ascension de 7,7 kilomètres se présente avec une pente moyenne de 7,2 %, et les passages les plus raides atteignent 15,9 %,.
Le col du Frêne est gravi par le Tour de France Femmes 2025 depuis la vallée du Chéran, sans toutefois être distingué au classement de la montagne, au cours de la 8e étape reliant Chambéry au col de la Madeleine. Il est également emprunté lors du critérium du Dauphiné, par exemple en 2013 ou en 2019.